# Taurignan-Castet
Taurignan-Castet település Franciaországban, Ariège megyében. Lakosainak száma 160 fő (2022. január 1.). Taurignan-Castet Bagert, Barjac, Bédeille, Caumont, Mercenac és Taurignan-Vieux községekkel határos.

## Népesség
A település népessége az elmúlt években az alábbi módon változott:
| Lakosok száma | 191  | 150  | 144  | 155  | 177  | 175  | 165  | 158  | 154  | 160  |
|               | 1968 | 1982 | 1990 | 2006 | 2013 | 2015 | 2017 | 2019 | 2020 | 2022 |